# Claude François de Malet

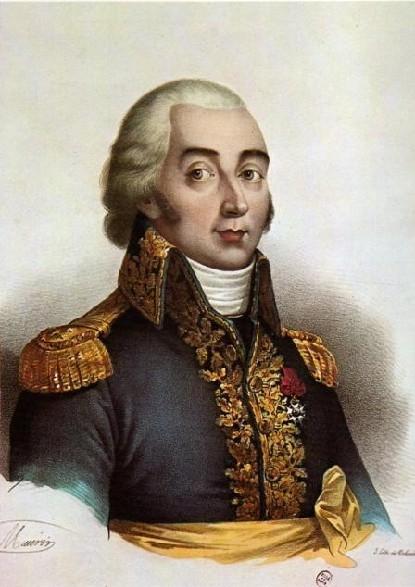
Claude François de Malet

Claude François de Malet (28 de junho de 1754 - 31 de outubro de 1812) nasceu em Dole em uma família aristocrática. Ele foi executado por um pelotão de fuzilamento, seis dias depois de encenar um golpe de Estado republicano fracassado quando Napoleão I retornou da desastrosa campanha russa em 1812.

## Antes e durante a Revolução Francesa
Malet se alistou como mosqueteiro aos dezessete anos, como era comum para um jovem nobre do Antigo Regime, mas o rei Luís XVI dissolveu os regimentos de mosqueteiros em 1776 por razões orçamentárias.
Em 1790, a família de Malet o deserdou por apoiar a Revolução Francesa, quando ele se tornou comandante da Guarda Nacional de sua cidade natal e comemorou o aniversário da tomada da Bastilha. Malet se ofereceu para o exército revolucionário quando a guerra eclodiu e foi designado para o 50º regimento de infantaria do Exército do Reno como capitão.
Ele foi dispensado em 1795, mas se alistou novamente em março de 1797, primeiro como Chefe do Estado Maior da 6ª divisão, depois em 1799 como Chefe do Estado Maior do Exército dos Alpes sob o comando do general Jean Étienne Championnet. Depois de receber citações honrosas da Championnet e do general André Masséna por defender o Passo do Pequeno São Bernardo em agosto de 1799, Malet foi promovido a brigadeiro-general em 19 de outubro de 1799. Lutou na República Helvética ao longo de 1801, até os combates terminou com a Segunda Coalizão em 1802 pelos tratados de Lunéville e Amiens.

## Depois do Diretório
Após os golpes de 30 Prairial e 18 Brumaire do ano VIII que substituíram o Diretório Francês pelo Consulado Francês, Malet votou contra o referendo que confirmava Napoleão Bonaparte como Primeiro Cônsul. Malet foi relegado a Bordeaux, depois a Les Sables d'Olonne, pois sua oposição a Bonaparte se tornou ainda mais veemente, embora ele se tornasse Comandante da Légion d'honneur durante esses anos.
Em 1805 foi dispensado do serviço ativo; Malet então renunciou após a coroação de Napoleão como imperador. Foi nomeado Governador de Pavia no Reino da Itália. Eugène de Beauharnais o expulsou por alegações de atividades de mercado negro e propaganda, e ele foi internado na prisão La Force de 1º de julho de 1807 a 30 de maio de 1808. Libertado sem julgamento, ele foi preso novamente no ano seguinte sob suspeita de pertencer a os Philadelphes, uma sociedade maçônica republicana e antibonapartista. Ele permaneceu em prisão domiciliar em Paris de julho de 1810, até sua fuga em 23 de outubro de 1812.

## Golpe de Estado de 1812
Durante sua detenção Malet concebeu e planejou a derrubada de Napoleão em um golpe de Estado ousado. O plano era simples: em 23 de outubro de 1812, durante a ausência do imperador na frente russa, Malet planejava anunciar a morte de Napoleão e estabelecer um governo provisório. Malet decidiu proclamar sua morte através do uso de documentação falsificada, esperando que a declaração plausível fosse verossímil.

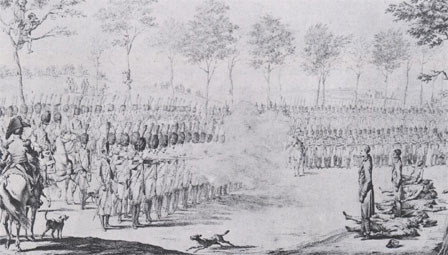
Execução de Malet e seus cúmplices

O governo provisório proposto por Malet seria composto por Mathieu de Montmorency, Alexis de Noailles, General Moreau como vice-presidente, Lazare Carnot como presidente, Marechal Augereau, ex-legislador Bigonnet, Conde Frochot, Prefeito do Sena, ex-legislador Florent Guiot, Destutt de Tracy, o próprio Malet, o vice-almirante Truguet, o senador Volney e o senador Garrat. As forças envolvidas no golpe foram as forças da Gendarmerie de Paris (que foram dissolvidas posteriormente e formaram o 134º Regimento de Infantaria de Linha) e a 10ª Coorte da Guarda Nacional Francesa.
Malet preparou instruções complexas e documentos forjados para seus cúmplices. Esse trabalho preliminar foi imenso, pois era preciso dar a cada cúmplice um papel importante, instruções específicas e cópias forjadas do senatus consultum e das proclamações. Assim que um conjunto de instruções foi completamente preparado, o despacho foi fechado, lacrado, numerado e confiado à custódia de um padre espanhol que morava na rua Saint-Gilles, próximo ao quartel da 10ª Coorte da Guarda Nacional.
Na noite de 23 de outubro, Malet escapou de seu cativeiro. Vestido com um uniforme de general, ele se apresentou na prisão de La Force e, usando ordens forjadas, obteve a libertação dos generais Victor Lahorie e Emmanuel Maximilien-Joseph Guidal, a quem anunciou a morte de Napoleão em 7 de outubro na frente russa perto de Moscou. Ele então convenceu Lahorie e Guidal de que uma ação imediata era necessária e mostrou os documentos falsos que os levaram a acreditar que o Senado já havia reagido à morte do imperador.
Na madrugada de 23 de outubro Malet e seus cúmplices foram para o quartel da Gendarmaria. Malet acordou comandantes e soldados anunciando a morte do imperador e apresentando seus documentos falsificados como prova. De acordo com as "ordens" nos documentos falsificados, Malet fez com que as tropas pegassem suas armas e despachou destacamentos da 10ª Coorte em colunas para vários locais para fazer prisões.
Um destacamento da 10ª Coorte, liderado por Lahorie, deslocou-se à residência do Duque de Rovigo, Ministro da Polícia. O duque foi pego de surpresa e conduzido à prisão de La Force, enquanto outro destacamento prendeu o prefeito da força policial. Uma terceira coluna foi para a prefeitura de Paris e, enquanto as tropas tomavam posições no lugar de Grève, os comandantes pegaram a chave do alarme do dia de verão, chamaram o prefeito Frochot e prepararam a sala para um governo provisório.
Acreditava-se na morte do imperador em toda Paris, e Malet se instalou nos escritórios do general distrital da Place Vendôme, que oferecia as facilidades necessárias para desempenhar seu papel de comandante. Quando o general Pierre-Augustin Hulin, comandante da Guarnição de Paris, solicitou a verificação dos documentos senatoriais, Malet atirou nele e o feriu. Finalmente, as ações de Malet foram encerradas quando um oficial superior da polícia militar, o coronel Jean Doucet, reconheceu que o novo general do Senado na verdade era o prisioneiro Malet. Doucet desarmou Malet, devolveu-o à prisão e ordenou que a 10ª Coorte voltasse ao seu quartel.

## Consequências da conspiração de Malet
O plano de Malet foi habilmente concebido. Concentrou-se na fraqueza do governo imperial e calculou as consequências da obediência passiva. Embora malsucedida, a tentativa de golpe de Estado de Malet pode ser vista como reveladora de uma fraqueza fatal da nova dinastia. Este golpe de estado causou a ira de Napoleão I porque expôs a fraqueza da fidelidade francesa à família Bonaparte como uma dinastia: ninguém teve a ideia de gritar: "Napoleão morreu! Viva Napoleão II !". Por outro lado, a tentativa de golpe foi de fato frustrada.
Um total de 23 civis e oficiais, incluindo Malet, Guidal e Lahorie, foram julgados em 29 de outubro de 1812 perante um conselho de guerra por traição e todos foram condenados. Todos, exceto 2, foram executados na planície de Grenelle em 31 de outubro.
A conspiração também levou a relações tensas entre o Ministério da Guerra e o Ministério da Polícia.